# L'Île (mini-série)
Pour les articles homonymes, voir L'Île.
L'Île est une Série Française en 6 épisodes de François Leterrier diffusé à la télévision en 1987.

## Synopsis
Au XVIIIe siècle en Océanie. Mason, capitaine à bord du Blossom, tue son supérieur, le capitaine Burt, dont la cruauté a révolté l'équipage. Les mutins s'enfuient en compagnie de quelques Tahitiens, sur l'île déserte de Pitcairn, où ils tentent de fonder une société idéale. Mais l'animosité entre deux hommes, Mac Leod, qui s'impose en autocrate, et Purcell, impuissant à réprimer les ambitions de ce dernier, provoque une guerre sans merci entre les races...

## Fiche technique
- Titre : L'Île
- Réalisation : François Leterrier
- Scénario : Robert Merle et Bernard Revon
- Musique : Jean-Claude Petit
- Image :
- Technicien du son : Fred Mays
- Pays :  France
- Date de diffusion : 23 juin 1987 (France)

## Distribution
- Bruno Cremer : Mason
- Serge Dupire : Adam Purcell
- Martin Lamotte : MacLeod
- Jean-Pierre Castaldi : Hunt
- Hubert Loiselle :
- Robert Rivard :
- Karina Lombard : Ivoa